# Saison 3 de New York 911
Chronologie
Saison 2 Saison 4
Cet article présente le guide des épisodes de la troisième saison  de la série télévisée New York 911 (Third Watch).

## Distribution de la saison

### Acteurs principaux
- Jason Wiles (VF : Ludovic Baugin) : NYPD Officer Maurice « Bosco » Boscorelli
- Coby Bell (VF : Olivier Cordina) : NYPD Officer Tyrone « Ty » Davis, Jr.
- Skipp Sudduth (VF : Bruno Carna) : NYPD Officer John « Sully » Sullivan
- Anthony Ruivivar (VF : Luc Boulad) : FDNY Paramedic Carlos Nieto
- Eddie Cibrian (VF : Alexis Victor) : FDNY Firefighter / Lieutenant James « Jimmy » Doherty
- Molly Price (VF : Marjorie Frantz puis Sophie Lepanse) : NYPD Officer / détective Faith Yokas
- Kim Raver (VF : Brigitte Berges) : FDNY Paramedic Kimberly « Kim » Zambrano
- Michael Beach (VF : Frantz Confiac) : FDNY Paramedic Monte « Doc » Parker
- Amy Carlson (VF : Barbara Kelsch puis Monika Lawinska) : FDNY Paramedic / firefighter Alexandra « Alex » Taylor

## Production
Tournée au cours de l'été, six épisodes ont été produits avant les attentats du 11 septembre 2001. Le premier épisode produit, sous le thème de la panne d'électricité, a été diffusé à la fin de la saison, alors que le deuxième épisode produit, réédité et diffusé au printemps. Trois épisodes sur le thème des attentats ont été produits et diffusés en premier en octobre 2001, puis les épisodes suivants ont été diffusés dans l'ordre de production à partir du troisième.

## Épisodes

### Épisode 0:In Their Own Words
- États-Unis : 15 octobre 2001

### Épisode 1:10 septembre
- États-Unis : 22 octobre 2001

- Nick Sandow : Joe Lombardo
- John Michael Bolger : Lieutenant Johnson
- Savannah Haske : Tatiana
- Ted Koch : Bernero

L'épisode commence par raconter ce que font les personnages principaux le 10 septembre 2001 : Ty et Sully sont à Atlantic City à la veille du mariage de Sully avec Tatiana et enterrent sa vie de garçon dans une soirée très arrosée. Kim s’enfonce de plus en plus dans la dépression. Bosco fait une rencontre dans un bar. Doc attaque les travaux dans sa nouvelle maison.
- Cet épisode ne comporte pas de générique de début.
- Amy Carlson (Alex Taylor) est créditée pour la première fois en tant que personnage principal.

### Épisode 2:Une semaine après
- États-Unis : 29 octobre 2001

- Brad Beyer : Sgt. Jason Christopher
- Joe Lisi : Lieutenant Swersky

Une semaine après les attentats, les policiers, les pompiers et les secouristes passent leur temps libre à la recherche de personnes disparues, tout en continuant à effectuer leur travail habituel. Les gens leur manifestent beaucoup de sympathie. 

### Épisode 3:Le Relais
- États-Unis : 12 novembre 2001

- Kelly Wolf : Constance Marie Waller
- Josh Hamilton : Dr. Thomas
- John Michael Bolger : Lieutenant Johnson
- Michael Kelly : Chip Waller
- Caroline Kava : Grace Owens

### Épisode 4:55 Adam
- États-Unis : 19 novembre 2001

- Josh Hamilton : Dr. Thomas
- John Michael Bolger : Lieutenant Johnson
- Annie Golden : Crazy Woman
- Michael Lerner : Seymour Morgenstern
- Anthony Chisholm : Eric

### Épisode 5:Qui dit vrai?
- États-Unis : 26 novembre 2001

- Hazelle Goodman : Rita Golden
- Mary Mara : Miss Jansen
- Teagle F. Bougere : Alan Johnson
- Erica Tazel : Shaquana Golden

### Épisode 6:Souvenirs d’enfance
- États-Unis : 3 décembre 2001

- Hazelle Goodman : Rita Golden
- Mary Mara : Miss Jansen
- Teagle F. Bougere : Alan Johnson
- Erica Tazel : Shaquana Golden
- Patti D'Arbanville : Rose Boscorelli
- Peter Jacobson : Det. Hall
- Domenick Lombardozzi : Det. Barry Newcastle

### Épisode 7:Un grand courage
- États-Unis : 10 décembre 2001

- Viola Davis : Margo Rodriguez
- John Michael Bolger : Lieutenant Johnson
- Anne Pitoniak : Mrs. Irene Sullivan
- Meg Gibson : Janice

### Épisode 8:Le Secouriste de l’année
- États-Unis : 7 janvier 2002

- Lee Tergesen : Jared McKinley
- Dennis Boutsikaris : Ray Henry
- Gerald McRaney : Glen Hobart
- Saundra McClain : Mary Proctor
- Geoffrey Wigdor : Ryan Buckley
- Charlie McWade : Off. Steve Gusler

Faith Yokas reprend le travail après son opération sans prévenir Bosco qui croit qu’elle revient de vacances. À la suite de sa nomination pour le titre de « secouriste de l’année », Doc est suivi par une équipe de télévision.
Davis et Sully interviennent sur une agression : un homme affirme que lui et sa famille ont été enlevés, volés, conduits à la rivière et abattus. Sa femme et sa fille, gravement blessées, sont conduites à l’hôpital.
Sully et Ty exécutent une vérification sur les plaques des voitures garées à proximité et trouvent une voiture enregistrée au nom de la victime, ce qui fait de lui leur principal suspect. L’homme s’enfuit de l’hôpital et est poursuivi par Bosco et Faith.
À peine capable de tenir debout, Faith demande à plusieurs reprises à Bosco d’attendre des renforts et s’effondre dans les escaliers. Bosco continue seul la poursuite et se fait attaquer par le suspect qui lui prend son arme et lui tire dessus. L’homme est abattu par les tireurs d’élite.
Faith dit enfin la vérité au sujet de son traitement contre le cancer à Bosco.

### Épisode 9:Nouvelle donne
- États-Unis : 14 janvier 2002

- Celeste Holm : Florence
- Josh Hamilton : Dr. Thomas
- John Michael Bolger : Lieutenant Johnson
- Jason Cerbone : Kyle Prescott
- Erik Jensen : Larry

Doc culpabilise à cause du garçon tétraplégique et malgré les conseils de tous, il va rendre visite au garçon à l’hôpital en espérant que sa situation soit temporaire.
Kim et Doc traitent une junkie dont le petit ami maintient qu'elle est tombée. Quand il devient évident pour eux que ses blessures ont été causées par des coups, le petit ami s’enfuit. La jeune fille meurt à l’hôpital. Quand les secouristes interviennent au poste de police, ils reconnaissent le meurtrier.
Un jeune pompier, Kyle Prescott, intègre la brigade, ce qui irrite Alex qui pense à tort perdre sa place. Il s’avère que Kyle a servi sous les ordres du père d’Alex.

### Épisode 10:Tombé de haut
- États-Unis : 21 janvier 2002

- Josh Hamilton : Dr. Thomas
- Anne Pitoniak : Mrs. Irene Sullivan
- Charlie Day : Michael Boscorelli
- Michael Rispoli : Jerry Mankowicz
- Geoffrey Wigdor : Ryan Buckley

Carlos tombe de la barre des pompiers et perd connaissance. Il est admis à l'hôpital pour observation. Le personnel infirmier l’installe dans une chambre avec Rodger, un ivrogne qu’il a amené peu avant dans la journée. Rodger alterne entre cris, pleurs et gémissements.
Doc rencontre Jerry Mankowitz à l’hôpital, celui-ci insiste pour l’inviter à dîner. Doc lui confie avoir retiré le collier cervical de Ryan. Il admet qu'il était jaloux de toute l'attention que l'équipe de tournage donnait à Carlos. Jerry lui dit qu'il a fait la bonne chose en sauvant la vie de Ryan, mais aussi de cesser de rendre visite à Ryan à l'hôpital et d’attirer l'attention sur son intérêt inhabituel.
Kim et Alex sont partenaires pour la journée, ce qui, après quelques tâtonnements, fonctionne très bien.
Lorsque Tatiana laisse la mère de Sully seule pendant quelques minutes pour aller au magasin, Mme Sullivan se fait une mauvaise brûlure au bras. À l’hôpital, le Dr Thomas raconte à Sully que la blessure est grave et peut nécessiter une intervention chirurgicale, compliquée par son diabète non diagnostiqué.
Bosco traîne Faith pour surveiller Charlie B, un trafiquant de drogue qu’il a essayé de coincer. Bosco le convainc de balancer son fournisseur en échange de sa liberté mais lorsque le distributeur arrive, Bosco est choqué de découvrir qu'il s'agit de son frère Michael.

### Épisode 11:Tireur d’élite
- États-Unis : 28 janvier 2002

- Patti D'Arbanville : Rose Boscorelli
- Brad Beyer : Sgt. Jason Christopher
- Joe Lisi : Lieutenant Swersky
- Guillermo Díaz : Rafael 'Rafe' Connors
- Gerald McRaney : Glen Hobart

### Épisode 12:Coup de froid
- États-Unis : 4 février 2002

- John Michael Bolger : Lieutenant Johnson
- Jason Cerbone : Kyle Prescott
- Michael Rispoli : Jerry Mankowicz
- Carole Shelley : Sœur Rose

### Épisode 13:Superhéros–1repartie
- États-Unis : 25 février 2002

- Roy Scheider : Fyodor Chevchenko
- Method Man : C-Note
- David Eigenberg : Off. Benny Ross
- Ann Dowd : Sgt. Beth Markham
- Joe Lisi : Lieutenant Swersky

### Épisode 14:Superhéros–2epartie
- États-Unis : 4 mars 2002

- Dennis Boutsikaris : Ray Henry
- Lonette McKee : Maggie Davis
- Ann Dowd : Sgt. Beth Markham

### Épisode 15:Prendre ses responsabilités
- États-Unis : 1er avril 2002

- James Rebhorn : Capitaine Elchisak
- Anika Noni Rose : Monay
- Leslie Hendrix : Anne McCambly
- Richard Ziman : Barnes
- Amy Hargreaves : Haley Sundstrom

### Épisode 16:En chute libre
- États-Unis : 8 avril 2002

- Ted Levine : Brian O'Malley
- Saundra McClain : Mary Proctor
- Charlie McWade : Officier Steve Gusler

Les troubles psychologiques de Bosco s’aggravent quand il commence à subir des crises d’angoisse et des flashbacks, mais il nie qu'il y a quelque chose. Après avoir eu une attaque de panique en conduisant la voiture de patrouille et provoqué un accident, Sully insiste pour que Bosco voie son ami Brian O'Malley, qui est un thérapeute et un ancien flic.

### Épisode 17:Jamais pardonné
- États-Unis : 15 avril 2002

- Savannah Haske : Tatiana
- Dean Winters : Bill Stram
- Joe Lisi : Lieutenant Swersky
- Giancarlo Esposito : père Romero
- Alberto Vazquez : Manny Velez
- Noemi Hernandez : Lydia

### Épisode 18:Faire de son mieux
- États-Unis : 22 avril 2002

- Haviland Morris : Barbara Kenney
- Tim Ransom : Michael Kenney
- Joe Lisi : Lieutenant Swersky
- Ronald Guttman : Atty. Andrei Resnick
- Saundra McClain : Mary Proctor
- Raquel Castro : Moira Kenney

### Épisode 19:Déchaînés
- États-Unis : 29 avril 2002

- Kathleen Wilhoite : Chloe Lewis
- Sherry Stringfield : Susan Lewis
- Ron Orbach : Fat Tony
- Bill Walsh : Walsh
- Derek Kelly : D.K.
- Darien Sills-Evans : Dr. Fields
- Kristopher Scott Fiedel : Joey Doherty
- Gianna Beleno : Suzy Lewis
- Gary Basaraba : Joe
- Stephen Largay : Gerald Nelson

### Épisode 20:Deux cent trente-trois jours
- États-Unis : 6 mai 2002

- Veronica Hamel : Beth Taylor
- Ed Marinaro (en) : Tommy
- Bruce Weitz : Oncle Mike
- Savannah Haske : Tatiana Deschenko-Sullivan / Natasha Gurin
- Nick Sandow : Joe Lombardo
- John Michael Bolger : Lieutenant Johnson
- Antonia Rey : Connie

### Épisode 21:Panne d'électricité
- États-Unis : 13 mai 2002

- Brad Beyer : Sgt. Jason Christopher
- J.D. Jackson : Latrell Griffith
- Joe Lisi : Lieutenant Swersky
- Ranjit Chowdhry : Baboo